# Flowers (The Hits Collection)
Flowers The Hits Collection è il primo greatest hits di Jennifer Paige uscito nel 2003.

## Tracce
1. Crush
2. Here with Me
3. These Days
4. Stranded
5. Always You (Ballad Mix)
6. Sober
7. Not This Time
8. Get to Me
9. Busted
10. Questions
11. Feel So Faraway
12. Tell Me When
13. You Get Through
14. Edge
15. While You Were Gone
16. Saturday Girl
17. Always You (Bonus Remix)
18. Crush (Morales Radio Alt. Intro)
19. Crush (Bonus VCD)
20. Always You (Bonus VCD)
21. Sober (Bonus VCD)
22. Stranded (Bonus VCD)